# Эль-Ахмади (город)
Эль-Ахмади́ (араб. مدينة الأحمدي‎) — город в южном Кувейте. Административный центр губернаторства Ахмади. Население — 21 504 (1995).
Расположен в 25 км от столицы страны, в 7 км от побережья Персидского залива. Основан в 1946 году, назван в честь шейха Ахмеда аль-Джабера ас-Сабаха (правил в 1921—1950 годах). В городе располагается штаб-квартира кувейтской нефтяной компании Kuwait Oil Company, занимающейся разработкой и добычей нефти, которая экспортируется через ближайший порт Мина-эль-Ахмади. В городе есть несколько спортивных сооружений, в том числе стадион. Нефтеперерабатывающая промышленность, водоопреснительные предприятия.
В 1991 году, во время Войны в Персидском заливе, город значительно пострадал.